# Berijev Be-12
Berijev Be-12 Čajka ("Galeb", NATO oznaka: Mail) je bil dvomotorni turbopropelerski amfibijski leteči čoln, ki so ga zasnovali v Sovjetski zvezi v biroju Beriev v poznih 1950ih. Be-12 je naslednik letečega čolna Berijev Be-6. Be-12 ima uvlačljivo pristajalno podvozje in lahko pristaja na kopnem in na vodi.
Prvič je poletel 18. oktobra 1960 na letališču Taganrog, predstavili so ga sovjetskem letalskem mitingu leta 1961. Skupaj so zgradili okrog 150 letal, od katerih jih nekaj še vedno leti.

## Tehnične specifikacije (Be-12)
Splošne karakteristike
- Posadka: 4
- Dolžina: 30,11 m (98 ft 9 in)
- Razpon kril: 29,84 m (97 ft 11 in)
- Višina: 7,94 m (26 ft 1 in)
- Površina kril: 99,0 m² (1065 ft²)
- Teža praznega letala: 24000 kg (52800 lb)
- Naložena teža: 29500 kg (64900 lb)
- Maks. vzletna teža: 36000 kg (79200 lb)
- Pogon letala: 2 ×  turboprop Ivčenko Progress AI-20D, 3864 kW (5180 KM)  vsak

 Zmogljivost 
- Maks. hitrost: 530 km/h (290 vozlov, 330 mph)
- Doseg: 3300 km (1800 nmi, 2100 mi)
- Višina leta: 8000 m (26247 ft)
- Obremenitev kril: 298 kg/m² (61 lb/ft²)
- Razmerje moč/teža: 260 W/kg (0,16 KM/lb)

Oborožitev

- 1500 kg (3300 lb) bomb, torpedov ali globinskih bomb